# 베리예프 A-40

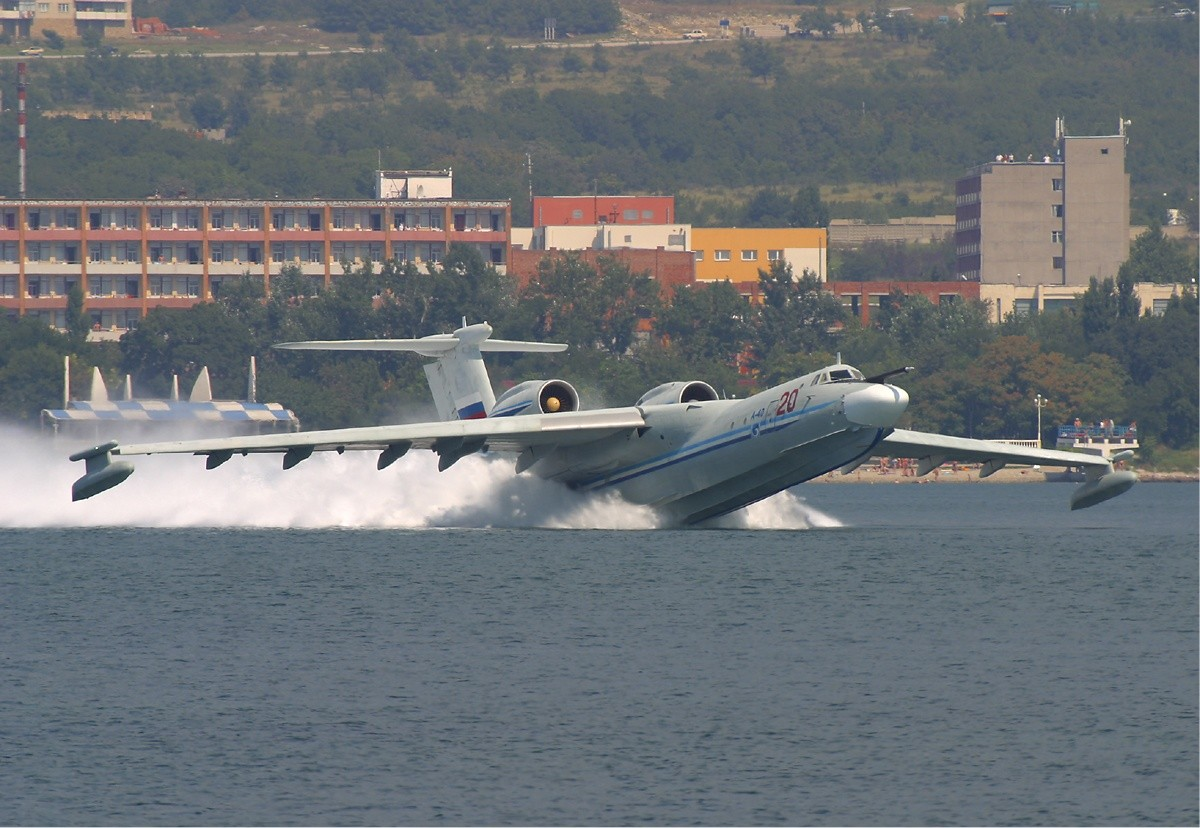
2004년 운행 모습

베리예프 A-40(Beriev A-40 Albatros, 러시아어: Бериева А-40 Альбатрос, 로마자 표기: Albatros, lit. 'Albatross', NATO 보고명: Mermaid)는 소련/러시아의 제트 추진 수륙 양용 비행정으로 대잠수함전을 위해 베리예프에서 설계했다. 수륙 양용 터보프롭 베리예프 Be-12와 육상 기반 일류신 Il-38을 대체하기 위해 계획된 이 프로젝트는 소련의 붕괴로 인해 단 한 대의 프로토타입만 제작된 후 중단되었고 두 번째 프로토타입은 70% 완료되었다. 이 프로젝트는 나중에 A-42로 부활했고 러시아 해군에서 주문을 했지만 2023년 현재 이 주문에 대해 더 이상 언급되지 않았으며 다른 고객도 A-40을 주문하지 않았다. 후속 설계인 민간용 Be-200은 국내는 물론 국제 시장에서도 더욱 성공적으로 판매되었다.

## 사양 (A-40)

### 일반적 특성
- 승무원: 8명
- 길이: 43.84m(143피트 10인치)
- 날개 폭: 41.62m(136피트 7인치)
- 높이: 11m(36피트 1인치)
- 날개 면적: 200m2(2,200평방피트)
- 최대 이륙 중량: 86,000kg(189,598lb)
- 동력장치: 2 × Soloviev D-30KPV 터보팬 엔진, 각각 추력 117.7 kN (26,500 lbf)
- 동력장치: 2 × Rybinsk RD-36-35 터보제트 엔진, 각 이륙 * 부스터 추력 23 kN (5,200 lbf)

### 성능
- 최대 속도: 800km/h(500mph, 430kn)
- 범위: 4,100km(2,500마일, 2,200nmi)
- 서비스 천장: 9,700m(31,800피트)
- 상승 속도: 30m/s(5,900ft/min)
- 지상 이륙: 1,000m(3,300피트)
- 수상 이륙: 2,000m(6,600피트)
- 착륙 거리(지상): 700m(2,300피트)
- 착륙 거리(수상): 900m(3,000피트)